# 尚卡乡
尚卡乡，是中华人民共和国西藏自治区昌都市类乌齐县下辖的一个乡镇级行政单位。

## 行政区划
尚卡乡下辖以下地区：
然爱村、珠托村、尚卡村、尚日村、吉多村、索村和达拉村。